# Tordyveln, Dalarna
Tordyveln är en sjö i Mora kommun i Dalarna och ingår i Dalälvens huvudavrinningsområde.